# Ponthoux
Ponthoux là một xã trong vùng hành chính Franche-Comté, thuộc tỉnh Jura, quận Saint-Claude (quận), tổng Saint-Claude. Tọa độ địa lý của xã là 46° 23' vĩ độ bắc, 05° 48' kinh độ đông. Ponthoux nằm trên độ cao trung bình là 590 mét trên mực nước biển, có điểm thấp nhất là 420 mét và điểm cao nhất là 890 mét. Xã có diện tích 2.18 km², dân số vào thời điểm 1999 là 80 người; mật độ dân số là 37 người/km².

## Thông tin nhân khẩu
| 1962 | 1968 | 1975 | 1982 | 1990 | 1999 |
| ---- | ---- | ---- | ---- | ---- | ---- |
| 25   | 33   | 57   | 54   | 56   | 80   |